# Oberea tatsienlui
Oberea tatsienlui är en skalbaggsart som beskrevs av Stefan von Breuning 1947. Oberea tatsienlui ingår i släktet Oberea och familjen långhorningar. Inga underarter finns listade i Catalogue of Life.